# Ievdokiivka, Mahdalînivka
Ievdokiivka (în ucraineană Євдокіївка) este un sat în comuna Șevcenkivka din raionul Mahdalînivka, regiunea Dnipropetrovsk, Ucraina.

## Demografie
Componența lingvistică a localității Ievdokiivka
     Ucraineană (94,28%)
     Rusă (4,45%)
     Alte limbi (0,42%)
Conform recensământului din 2001, majoritatea populației localității Ievdokiivka era vorbitoare de ucraineană (94,28%), existând în minoritate și vorbitori de rusă (4,45%).